# Jealous Again
Jealous Again es un EP de 12" de la banda estadounidense de hardcore punk Black Flag, se trata del segundo lanzamiento oficial de la banda y la tercera entrega de la discográfica SST Records.

## Historia del EP
Aunque finalmente fue lanzado como un extended play de 12", Jealous Again inicialmente fue ideado para ser un álbum de larga duración.
Alentados por el recibimiento que tuvo su primer lanzamiento, el EP Nervous Breakdown, Black Flag entró a los estudios para registrar un álbum de larga duración a finales de 1979 con el nuevo baterista ROBO y el cantante original Keith Morris.  Las pistas de base para todas las canciones fueron tomadas en vivo en el estudio con Morris cantando. Sin embargo, de acuerdo con el bajista Chuck Dukowski, "rompió todos sus discos, la guitarra y se quedó gritando por una semana", luego dejó la banda y se negó a completar el álbum.
La banda reclutó a ex Redd Kross, Ron Reyes (el cual fue acreditado en la placa como "Chavo Pederast" después de una pelea con la banda) como su nuevo vocalista, sin embargo, el guitarrista y líder de la banda Greg Ginn sintió que no todavía no estaba listo para grabar de modo que las cintas fueron dejadas de lado por varios meses. Después de varios shows con Reyes, uno de ellos fue filmado para la película The Decline of Western Civilization, las sesiones se reaunudaron, primero con Ginn sobregrabando las partes de guitarra y luego con Reyes haciendo las voces. Sin embargo, los primeros intentos de grabar con Reyes resultaron infructuosos cuando se iba fuera de la cabina de grabación, y a veces entreaba al estudio, en la mitad de las canciones. Reyes más tarde dejó la banda en medio de una actuación en directo, haciendo descarrilar las sesiones del todo por segunda vez.
Ginn y Dukowski ya estaban hablando con otro exmiembro de Redd Kross, Dez Cadena, acerca de unirse a la banda como segundo guitarrista, cuando Reyes abandonó el grupo, Cadena fue invitado a ocupar su lugar. El Productor e ingeniero de la banda Spot tuvo un estímulo y llevó a Cadena al estudio para grabar las voces del álbum. Varias pistas se hicieron en una noche, pero se dejó de lado cuando Reyes accedió a completar el proyecto. Estas sesiones vocales nuevas, de acuerdo con Spot, salieron tan bien que no podía resistir bromear con Reyes preguntándola, "¿Por qué has dejado la banda antes de esto?"
Ginn y Dukowski decidieron lanzar cinco tracks de las sesiones que completó Reyes en un EP de 12" finalmente titulado "Jealous Again", y eligieron hacer un segundo intento de un álbum debut con Cadena como vocalista.

## Outtakesexistentes
Existen los outtakes de todos los intentos de los tres vocalistas que participaron en la grabación del EP, incluyendo la versión de Cadena de "Jealous Again", todos fueron publicados en el álbum recopilatorio de 1982 Everything Went Black.

## Variaciones en las reediciones
- Jealous Again aparece completo en el álbum recopilatorio de sencillos y EP The First Four Years, pero todavía está disponible por separado. También se ha publicado como un CD de 3" y como un EP en vinilo de 10".
- La primera versión en CD de Damaged, por razones desconocidas, añade al EP de Jealous Again como canción extra.[3]

## Lista de canciones
Todas las canciones escritas y compuestas por Greg Ginn, excepto donde lo indica. 
| Lado A |                 |          |  |
| N.º    | Título          | Duración |  |
| 1.     | «Jealous Again» | 1:52     |  |
| 2.     | «Revenge»       | 0:59     |  |

| Lado B |                                                                            |          |  |
| N.º    | Título                                                                     | Duración |  |
| 1.     | «White Minority»                                                           | 1:02     |  |
| 2.     | «No Values»                                                                | 1:45     |  |
| 3.     | «You Bet We've Got Something Personal Against You!» (Chuck Dukowski, Ginn) | 0:52     |  |

## Créditos

### Banda
- Ron Reyes (acreditado como "Chavo Pederast") – vocalista
- Greg Ginn – guitarra
- Chuck Dukowski – bajo; voz en "You Bet We've Got Something Personal Against You!"
- Robo – batería

### Producción
- Spot – productor, ingeniero, ingeniero de mezcla
- Raymond Pettibon – arte